# 박서용
박서용(1993년 12월 4일 ~ )은 대한민국의 전직 스타크래프트 II 프로게이머이다. Fnatic_Rain이라는 아이디를 사용하며, 종족은 테란이다.
2012년 11월 은퇴하였다.

## 수상 경력
스타크래프트 II : 프리미어 개인리그 준우승 1회
- 2010년 소니 에릭슨 스타크래프트 II OPEN Season 2 32강
- 2010년 소니 에릭슨 스타크래프트 II OPEN Season 3 준우승 (1:4 장민철)
- 2011년 소니 에릭슨 글로벌 스타크래프트II 리그 Code-s January 32강
- 2011년 인텔 글로벌 스타크래프트 II 리그 Mar. Code A 8강
- 2011년 LG 시네마 3D, 인텔코리아 글로벌 스타크래프트 II 리그 May Code S 32강
- 2011년 LG 시네마 3D, 인텔코리아 슈퍼 토너먼트 64강
- 2011년 PEPSI 글로벌 스타크래프트 II 리그 July (대회불참)
- 2011년 MLG Anaheim 6위
- 2011년 2011 DreamHack Valencia Invitational 4강